# Нагаса
Нагаса (также известный под наименованием нагаса-матаги) - охотничий нож, традиционное оружие японских охотников-"матаги".

## Описание
Нагаса представляет собой нож с широким прямым клинком, заточенным с одной стороны. 
Длина клинка может быть от 15 до 25 сантиметров (обычно составляет 210 мм).
Поясные ножны и накладки на рукоять изготавливаются из дерева.
Рукоять некоторых ножей (фукуро-нагаса) изготавливалась в виде полой металлической трубки, что позволяло использовать такие ножи в качестве наконечника для копья.
Охотники-"матаги" по-прежнему продолжали использовать ножи "нагаса" для охоты на крупных животных (в том числе, на медведей и кабанов) даже несмотря на появление и распространение среди них огнестрельного охотничьего оружия (сначала это были дульнозарядные ружья с фитильным замком, затем однозарядные и двуствольные охотничьи ружья под унитарные патроны) по меньшей мере до начала 1990х годов (случаи добычи медведей в схватке с использованием холодного оружия в префектуре Акита были зафиксированы в 1990 и 1991 году), однако, как отмечали в интервью 1990х годов пожилые охотники, даже среди "матаги" этот обычай уходит в прошлое.
Ножи нагаса являются многофункциональным инструментом (прочность клинка обеспечивает возможность использовать их для срезания ветвей и даже рубки небольших деревьев), они изготавливаются в Японии до настоящего времени и поступают в коммерческую продажу.